# Klaus von Klitzing
Klaus von Klitzing (Środa Wielkopolska, Polònia 1943) és un físic alemany guardonat amb el Premi Nobel de Física l'any 1985.

## Biografia
Va néixer el 28 de juny de 1943 a la ciutat de Środa Wielkopolska, actualment situada a Polònia però en aquells moments sota domini alemany. Estudià física a la Universitat de Brunsvic, i posteriorment es dedicà a la recerca científica a la Universitat de Würzburg, així com a Oxford i Ginebra.
El 1980 va esdevenir professor a la Universitat de Múnic, i des de l'any 1985 és director de l'Institut Max Planck amb seu a Stuttgart.

## Recerca científica
Interessat en l'electricitat i especialment en l'efecte Hall, desenvolupà l'efecte Hall quàntic, una versió de la mecànica quàntica del primer en un sistema bidimensional d'electrons subjectes a baixes temperatures i a un fort camp magnètic.
Experimentant amb el transistor MOS (semiconductor d'òxid metàl·lic) a temperatures molt baixes, properes al zero absolut, Klitzing va trobar que aquest efecte no varia de manera contínua, sinó que ho fa per «salts», i va donar una explicació lògica i senzilla de tal quantificació. Aquesta troballa va revolucionar els coneixements anteriors sobre semiconductors i permet preparar patrons objectius de mesura de conductivitat.
El 1985 fou guardonat amb el Premi Nobel de Física pel descobriment de l'Efecte Hall Quàntic.

## Reconeixements
En honor seu s'anomenà l'asteroide (58215) von Klitzing descobert el 21 de setembre de 1992 per Freimut Börngen i Lutz D. Schmadel.